# WXGA+
WXGA+ (ang. Widescreen eXtended Graphics Array Plus) – jeden ze standardów panoramicznych rozdzielczości ekranu należący do zestawu WXGA. Rozdzielczość ekranu wynosi 1440×900 pikseli. Standard występuje najczęściej w 17– i 19–calowych monitorach LCD.
Według rankingu gemiusRankingPL w dniach 8–14 czerwca 2015 roku dotyczącego rozdzielczości ekranów monitorów używanych przez internautów łączących się z polskimi witrynami internetowymi (wybranymi do badania) z obszaru Polski urządzenia z rozdzielczością wyświetlanego obrazu 1440×900 punktów zajmowały 6 miejsce, realizując 4,17% wszystkich tych wyświetleń stron internetowych.